# Annika Amundin
Carin Annika Amundin, född 9 februari 1977, är en svensk före detta friidrottare (sprinter). Hon tävlade inhemskt för klubben Ullevi FK. Hon utsågs år 2001 till Stor Grabb/tjej nummer 449.

## Personliga rekord
| Utomhus - 100 meter – 11,53 (Huddinge 16 augusti 2001) - 200 meter – 23,62 (Uppsala 20 augusti 2000) - Tresteg – 12,13 (Västerås 10 juli 2003) | Inomhus - 60 meter – 7,33 (Valencia, Spanien 27 februari 1998) - 100 meter – 11,90 (Tammerfors, Finland 4 februari 2002) - 200 meter – 24,15 (Göteborg 18 februari 2001) - Tresteg – 13,01 (Malmö 17 februari 2002) |